# Бриансон (округ)
Бриансон (фр. Briançon) — округ (фр. Arrondissement) во Франции, один из округов в регионе Прованс-Альпы-Лазурный берег. Департамент округа — Верхние Альпы, супрефектура — Бриансон.
Население округа на 2006 год составляло 34 015 человек, плотность населения - 16 чел./км². Площадь округа составляет всего 2138 км².